# Rákoš (Banská Bystrica)
Rákoš (em húngaro: Gömörrákos) é um município da Eslováquia, situado no distrito de Revúca, na região de Banská Bystrica. Tem 13,03 km² de área e sua população em 2018 foi estimada em 417 habitantes.

## Demografia
| Ano:        | 1994 | 2004   | 2014   | 2024   |
| ----------- | ---- | ------ | ------ | ------ |
| Broj ljudi: | 382  | 413    | 428    | 402    |
| Razlika:    |      | +8,11% | +3,63% | -6,07% |

| Ano:               | 2023 | 2024   |
| ------------------ | ---- | ------ |
| Número de pessoas: | 405  | 402    |
| Diferença:         |      | -0,74% |